# Charles Marchand
Charles Marchand (* 10. Juni 1890 in St-Paul-L’Ermite; † 1. Mai 1930 in Montreal) war ein kanadischer Folksänger (Bariton).

## Leben und Wirken
Marchand arbeitete nach dem Collegebesuch ab 1910 im öffentlichen Dienst in Hull. Daneben nahm er Gesangsunterricht bei Jean Riddez und Max Pantaleieff und debütierte mit Songs von Théodore Botrel in Ottawa. Mit dem gleichen Repertoire trat er 1919 im Salle Lafontaine in Ottawa auf und wurde dann in Lorraine Wymans Veillées du bon veiux temps, ein Programm für frankokanadische Folksongs, eingeladen. 1920 folgte ein erfolgreicher Auftritt im Monument national.
Daraufhin ließ er sich als Sänger in Montreal nieder. Oscar O’Brian arrangierte für ihn mehr als 150 Songs und schrieb mit dem Lyriker Maurice Morisset Originalsongs für ihn. 1922 gründete er das Vokalquartett Le Carillon canadien, und ab 1926 gab er die Monatszeitschrift Le Carillon heraus, die bald mit La Lyre fusionierte. Anlässlich der Einhundert-Jahres-Feier von Ottawa 1927 gründete er mit Émile Boucher, Miville Belleau und Fortunat Champagne die Bytown Troubadours, für die Pierre Gautier einige Folksongs arrangierte. Das Quartett trat 1927 erfolgreich beim Canadian Pacific Railway Festival in Quebec auf.
1928 und 1940 war Marchand künstlerischer Leiter des Festivals in Quebec. Im Jahr 1929 unternahm er eine Tournee nach Europa. Das Festival 1930 wurde wegen seines plötzlichen Todes auf den Oktober verschoben, an seiner Stelle trat dort Lionel Daunais auf.